# Bischofsholer Damm

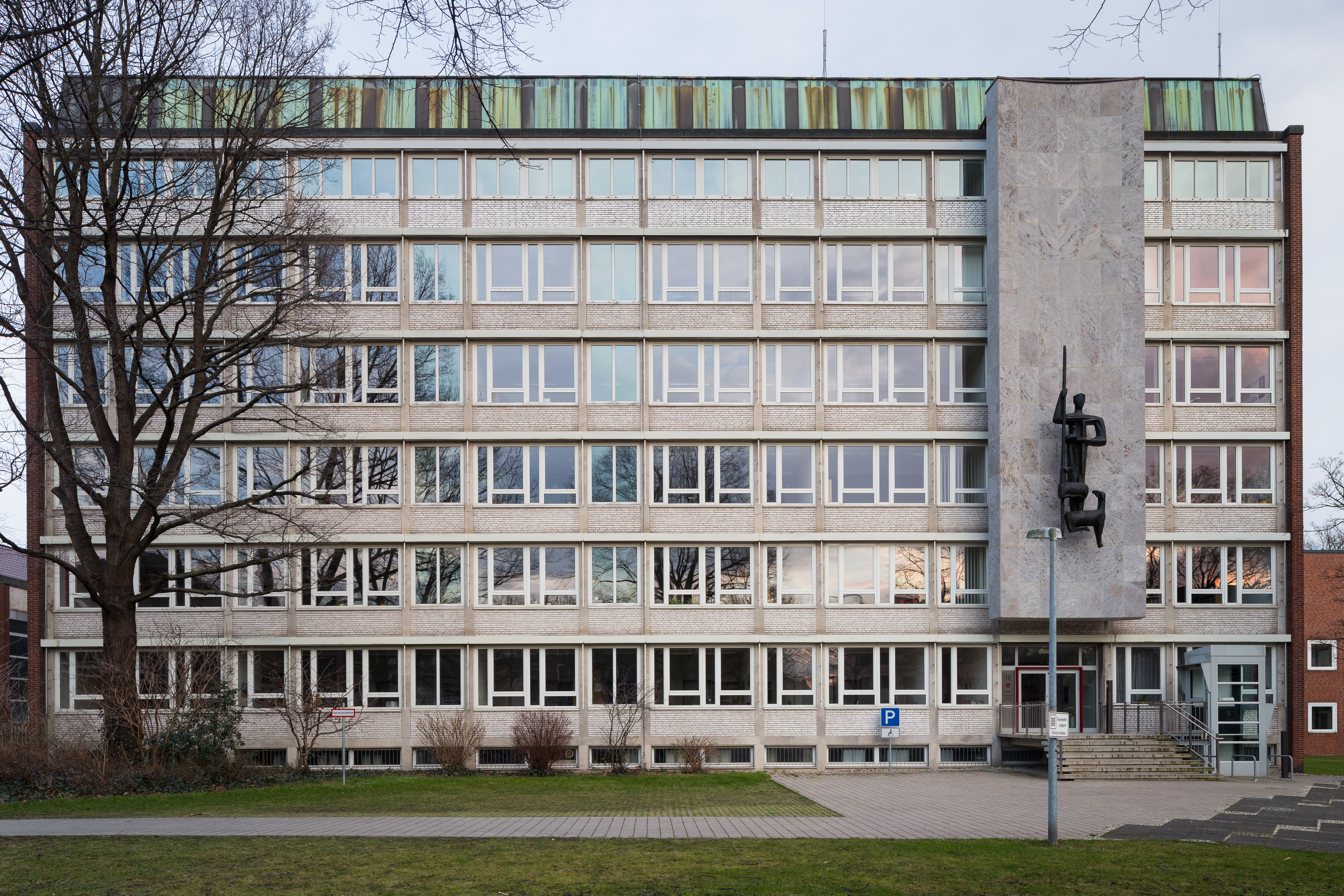
Bürogebäude des Finanzamtes für Großbetriebsprüfung am Bischofsholer Damm Nr. 19 in Hannovers Stadtteil Bult

Bischofsholer Damm lautet der Name einer jahrhundertealten Straße in Hannover, die im heutigen Stadtteil Bult vom Braunschweiger Platz nach Bischofshol in Richtung Bemerode führt.

## Geschichte
Der alte Fahrweg zum Forsthaus Bischofshol in der südlichen Eilenriede erhielt erstmals zur Zeit des Königreichs Hannover im Jahr 1830 die amtliche Bezeichnung „Bischofsholer Weg“, bevor er 1845 seinen heutigen Namen erhielt. Die Straße begann ursprünglich an der heutigen Marienstraße in der Südstadt, bevor der dort beginnende Straßenabschnitt im Jahr 1924 aufgrund seiner Lage umbenannt wurde in Am Südbahnhof.

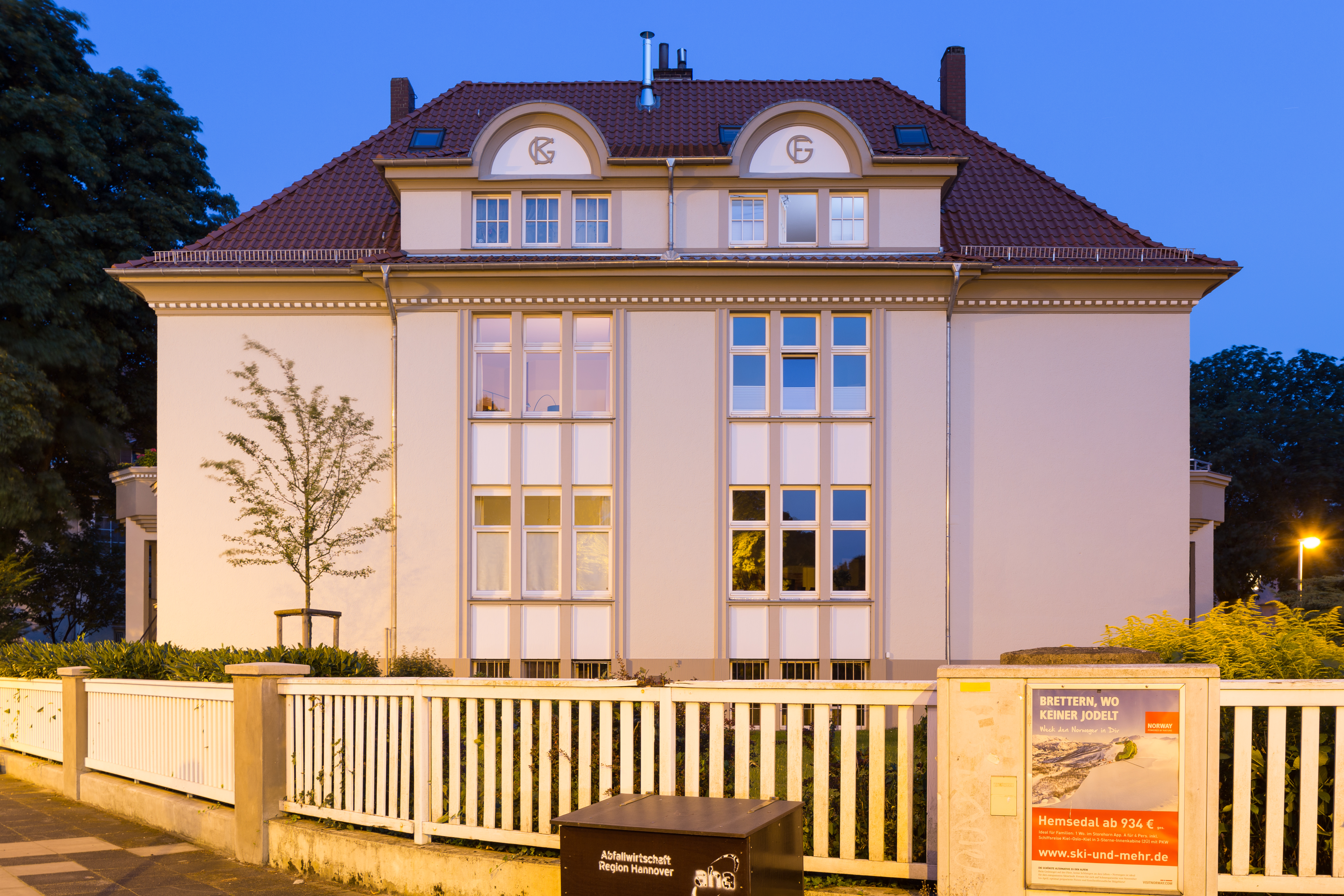
Brehmstraße 1 Ecke Bischofsholer Damm
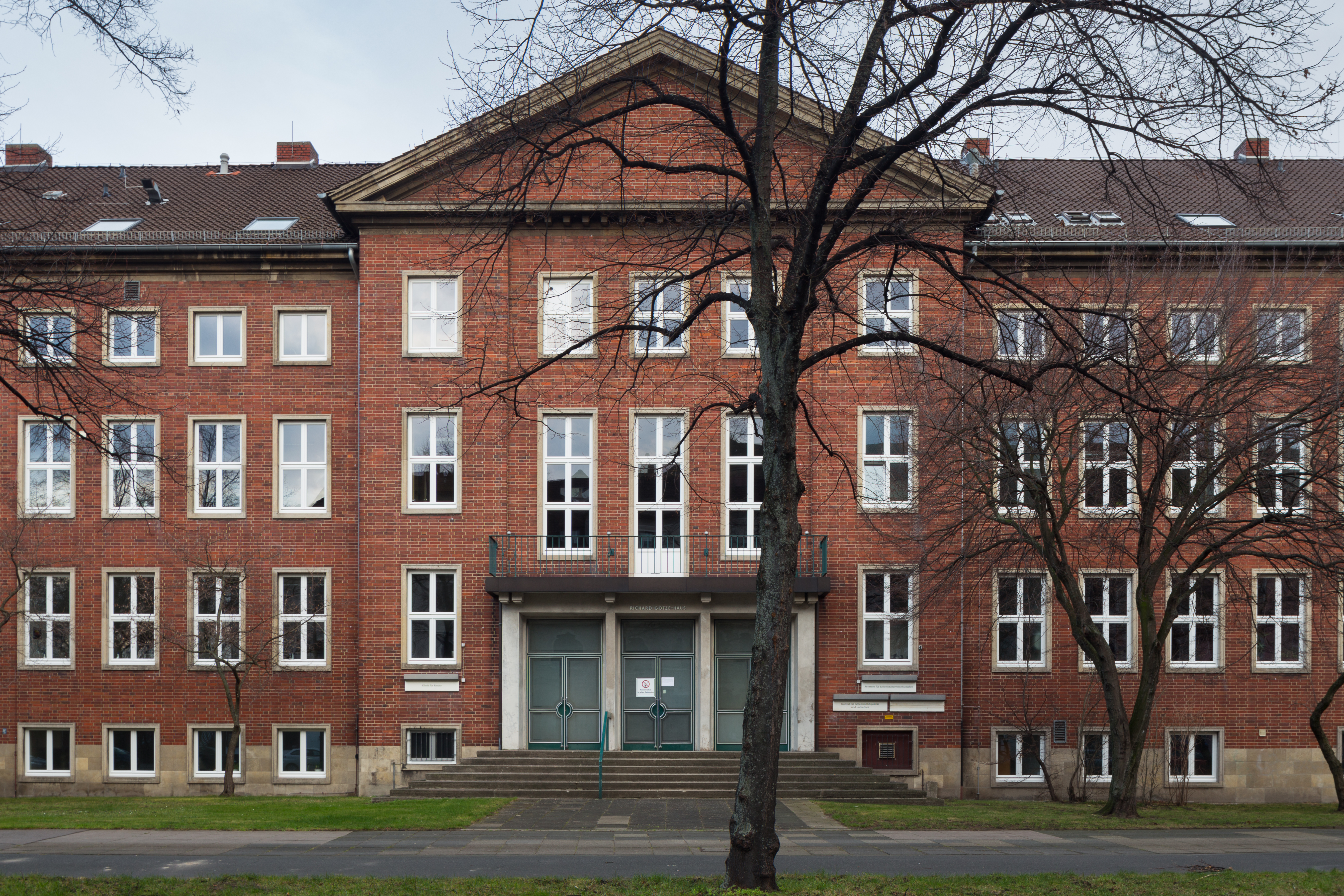
Richard-Goetze-Haus der Tierärztlichen Hochschule
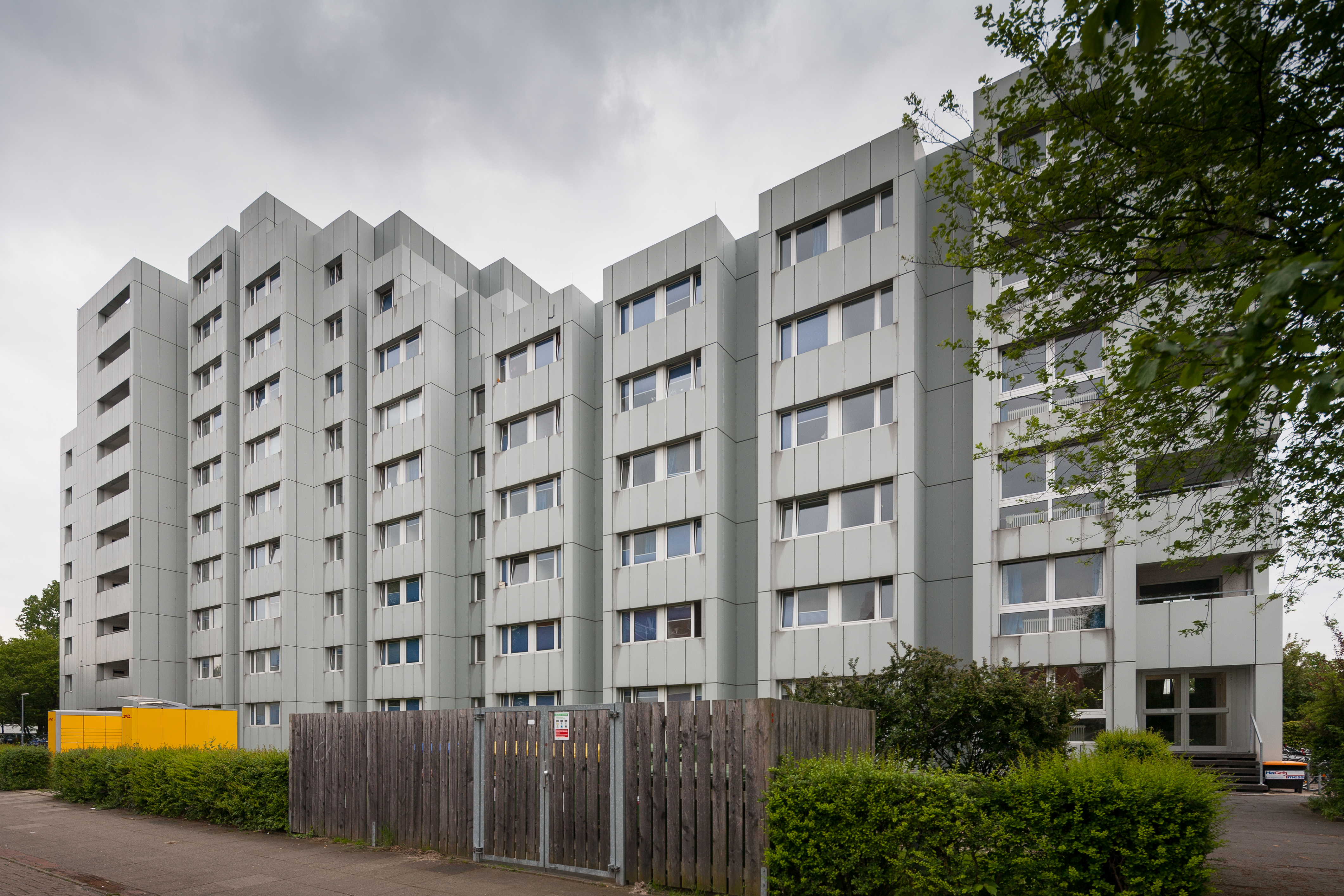
Wohngebäude am Bischofsholer Damm